# 최순주
최순주(崔淳周, 1902년 10월 17일 ~ 1956년 6월 11일)는 대한민국의 전 재무부 장관이다.

## 학력
- 중동학교 졸업(1921년)
- 연희전문학교 상과 학사(1928년)
- 미국 뉴욕 대학교 상학과 학사(1935년)
- 대한민국 국방대학교 행정학사 1기(1956년 2월)

## 경력
- 연희전문학교 교수
- 조선은행 총재
- 재무부 장관 겸 기획처장
- 자유당 충북도당위원장
- 자유당중앙당 산업부장
- 한국무역협회 회장
- 국회부의장

## 역대 선거 결과
| 실시년도 | 선거   | 대수 | 직책     | 선거구      | 정당   | 득표수   | 득표율          | 순위 | 당락 | 비고 |
| -------- | ------ | ---- | -------- | ----------- | ------ | -------- | --------------- | ---- | ---- | ---- |
| 1954년   | 총선   | 3대  | 국회의원 | 충북 영동군 | 자유당 | 17,740표 | \| \| 42.25% \| | 1위  |      | 초선 |
|          | 42.25% |      |          |             |        |          |                 |      |      |      |

## 참고 자료
- 최순주 - 대한민국헌정회